# Gornji Gradac (Konjic, BiH)
Gornji Gradac je naseljeno mjesto u općini Konjic, Federacija Bosne i Hercegovine, BiH.
Selo se nalazi na vrhu brijega iznad doline Neretvice.

## Stanovništvo

### 1991.
Nacionalni sastav stanovništva 1991. godine, bio je sljedeći:
ukupno: 60
- Muslimani – 35
- Srbi – 20
- Hrvati – 3

### 2013.
Nacionalni sastav stanovništva 2013. godine, bio je sljedeći:
ukupno: 23
- Bošnjaci – 16
- Srbi – 5
- Hrvati – 2

## Vanjske poveznice
- Satelitska snimka  Arhivirana inačica izvorne stranice od 18. veljače 2021. (Wayback Machine)